# 791 Ani
Ani (asteroide 791) é um asteroide da cintura principal com um diâmetro de 103,52 quilómetros, a 2,493226 UA. Possui uma excentricidade de 0,1996704 e um período orbital de 2 008,33 dias (5,5 anos).
Ani tem uma velocidade orbital média de 16,87510047 km/s e uma inclinação de 16,38494º.
Este asteroide foi descoberto em 29 de Junho de 1914 por Grigory Neujmin.